# Druhá vláda Angely Merkelové

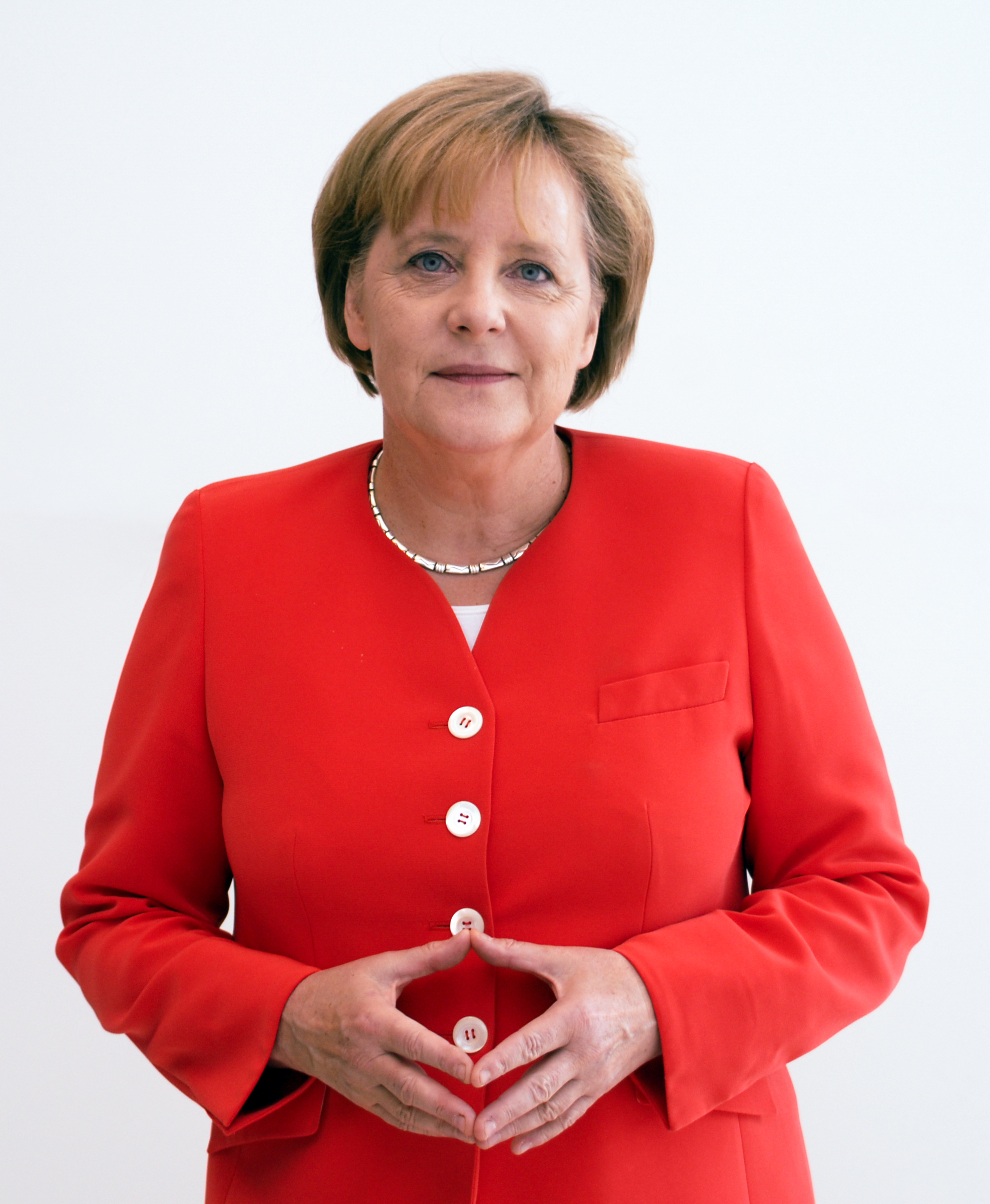
Kancléřka Angela Merkelová.

Druhá vláda Angely Merkelové byla německá koaliční tzv. „černo-žlutá“ vláda dvou politických subjektů CDU/CSU a Svobodné demokratické strany (FDP) v čele s kancléřkou Angelou Merkelovou. Byla jmenována 28. října 2009 prezidentem republiky Horstem Köhlerem. Její složení vzešlo z výsledku parlamentních voleb, které se v Německu uskutečnily 27. září 2009. Spolkový kabinet navázal na první vládu Angely Merkelové, která působila v letech 2005 až 2009 v rámci tzv. velké koalice CDU/CSU a SPD. Činnost ukončil po jmenování třetí vlády Angely Merkelové 17. prosince 2013 po parlamentních volbách v roce 2013.
Předseda nově ustaveného Spolkového sněmu Norbert Lammert oznámil, že vládu Merkelové podpořilo 323 poslanců z 612 hlasujících. Koaliční většina přitom činila 332 poslanců z celkového počtu 622 zákonodárců. Všichni vládní poslanci byli přítomni, takže jich 9 z nich nedalo kabinetu důvěru.
Merkelová se stala prvním kancléřem v historii Německa, který během dvou po sobě jdoucích volebních obdobích vyměnil koaliční partnery. V den jmenování již uskutečnila první zahraniční návštěvu v rámci druhého mandátu, když se setkala s francouzským prezidentem Nicolasem Sarkozym v Paříži.
K první rekonstrukci vlády došlo 30. listopadu 2009, kdy proběhly změny na dvou ministerstvech, se jmenováním nové ministryně pro rodinu, seniory, ženy a mládež Kristiny Köhlerové a ministryně pro práci a sociální věci Ursuly von der Leyenové.

## Složení druhé vlády Angely Merkelové
| Úřad                                                  | Obrázek                                         | Osoba                                    | Subjekt | Období funkce                                                              |
| ----------------------------------------------------- | ----------------------------------------------- | ---------------------------------------- | ------- | -------------------------------------------------------------------------- |
| Spolková kancléřka                                    | Portrét Angely Merkelové                        | Angela Merkelová                         | CDU     | 22. května 2005 – 17. prosince 2013                                        |
| Spolkový vicekancléř                                  | Portrét Guida Westerwelleho                     | Guido Westerwelle                        | FDP     | 28. října 2009 – 18. května 2011                                           |
| Spolkový vicekancléř                                  | Portrét Philippa Röslera                        | Philipp Rösler                           | FDP     | 18. května 2011 – 17. prosince 2013                                        |
| Ministr zahraničních věcí                             | Portrét Guida Westerwelleho                     | Guido Westerwelle                        | FDP     | 28. října 2009 – 17. prosince 2013                                         |
| Ministr vnitra                                        | Portrét Thomase de Maizièreho                   | Thomas de Maizière                       | CDU     | 28. října 2009 – 3. března 2011                                            |
| Ministr vnitra                                        | Portrét Hanse-Petera Friedricha                 | Hans-Peter Friedrich                     | CSU     | 3. března 2011 – 17. prosince 2013                                         |
| Ministryně spravedlnosti                              | Portrét Sabine Leutheusserové-Scharrenbergerové | Sabine Leutheusserová-Schnarrenbergerová | FDP     | 28. října 2009 – 17. prosince 2013                                         |
| Ministr financí                                       | Portrét Wolfganga Schäubleho                    | Wolfgang Schäuble                        | CDU     | 28. října 2009 – 17. prosince 2013                                         |
| Ministr hospodářství a technologie                    | Portrét Rainera Brüderleho                      | Rainer Brüderle                          | FDP     | 28. října 2009 – 12. května 2011                                           |
| Ministr hospodářství a technologie                    | Portrét Philippa Röslera                        | Philipp Rösler                           | FDP     | 12. května 2011 – 17. prosince 2013                                        |
| Ministr práce a sociálních věcí                       | Portrét Franze Josefa Junga                     | Franz Josef Jung                         | CDU     | 28. října 2009 – 27. listopadu 2009                                        |
| Ministr práce a sociálních věcí                       | Portrét Ursuly von der Leyenové                 | Ursula von der Leyenová                  | CDU     | 30. listopadu 2009 – 17. prosince 2013                                     |
| Ministryně výživy, zemědělství a ochrany spotřebitelů | Portrét Ilse Aignerové                          | Ilse Aignerová                           | CSU     | 31. října 2009 – 30. září 2013, nástupcem byl dočasně Hans-Peter Friedrich |
| Ministr obrany                                        | Portrét Karla-Theodora zu Guttenberga           | Karl-Theodor zu Guttenberg               | CSU     | 28. října 2009 – 3. března 2011                                            |
| Ministr obrany                                        | Portrét Thomase de Maizièreho                   | Thomas de Maizière                       | CDU     | 3. března 2011 – 17. prosince 2013                                         |
| Ministryně pro rodinu, seniory, ženy a mládež         | Portrét Ursuly von der Leyenové                 | Ursula von der Leyenová                  | CDU     | 22. listopadu 2005 – 30. listopadu 2009                                    |
| Ministryně pro rodinu, seniory, ženy a mládež         | Portrét Kristiny Schröderové                    | Kristina Schröderová                     | CDU     | 30. listopadu 2009 – 17. prosince 2013                                     |
| Ministr zdravotnictví                                 | Portrét Philippa Röslera                        | Philipp Rösler                           | FDP     | 28. října 2009 – 12. května 2011                                           |
| Ministr zdravotnictví                                 | Portrét Daniela Bahra                           | Daniel Bahr                              | FDP     | 12. května 2011 – 17. prosince 2013                                        |
| Ministr dopravy, stavebnictví a urbanizace            | Portrét Petera Ramsauera                        | Peter Ramsauer                           | CSU     | 28. října 2009 – 17. prosince 2013                                         |
| Ministr životního prostředí                           | Portrét Norberta Rötthena                       | Norbert Röttgen                          | CDU     | 28. října 2009 – 22. května 2012                                           |
| Ministr životního prostředí                           | Portrét Petera Altmaiera                        | Peter Altmaier                           | CDU     | 22. května 2012 – 17. prosince 2013                                        |
| Ministryně školství a výzkumu                         | Portrét Annette Schavanové                      | Annette Schavanová                       | CDU     | 22. listopadu 2005 – 14. února 2013                                        |
| Ministryně školství a výzkumu                         | Portrét Johanny Wankaové                        | Johanna Wankaová                         | CDU     | 14. února 2013 – 17. prosince 2013                                         |
| Ministr ekonomické spolupráce a rozvoje               | Portrét Dirka Niebela                           | Dirk Niebel                              | FDP     | 28. října 2009 – 17. prosince 2013                                         |
| Ministr při úřadu kancléřky                           | Portrét Ronalda Pofalla                         | Ronald Pofalla                           | CDU     | 28. října 2009 – 17. prosince 2013                                         |